# Garwolin
Garwolin je město v Polsku v Mazovském vojvodství, sídlo stejnojmenného okresu a dvou gmin, městské a vesnické. Leží na řece Wilga (pravostranný přítok Visly), nachází se asi 65 km jihovýchodně od Varšavy. V roce 2024 zde žilo 17 268 obyvatel.

## Historie
První písemná zmínka o městě pochází z roku 1386. Městská práva získal Garwolin 27. července 1423.

## Památky
- Kostel Proměnění Páně, neobarokní římskokatolický kostel z 19. století
- Kostel Matky Boží Čenstochovské, římskokatolický kostel vybudovaný v letech 1995 až 2002
- Klasicistní hřbitovní kaple z roku 1839

## Doprava
Kolem Garwolinu prochází rychlostní silnice S17, která tvoří jeho obchvat. Dále tudy prochází státní silnice 76. Sousedními městy jsou Łaskarzew, Pilawa, Stoczek Łukowski a Żelechów.